# فرودگاه ناحیه ۳ ریورز ریکرییشن
فرودگاه ناحیه ۳ ریورز ریکرییشن (به انگلیسی: 3 Rivers Recreation Area Airport) یک فرودگاه خصوصی است که یک باند فرود خاک دارد و طول باند آن ۱۵۲۴ متر است. این فرودگاه در کشور ایالات متحده آمریکا قرار دارد و در ارتفاع ۸۲۱ متری از سطح دریا واقع شده‌است.